# Coal (album)
Coal – trzeci album studyjny norweskiego zespołu muzycznego Leprous. Wydawnictwo ukazało się 20 maja 2013 roku nakładem wytwórni muzycznej InsideOut Music. W ramach promocji do pochodzącej z płyty piosenki "The Cloak" powstał wideoklip. Nagrania zostały zarejestrowane w Mnemosyne Productions w Norwegii. Z kolei miksowanie i mastering odbył się w Fascination Street Studios w Szwecji.

## Lista utworów
Opracowano na podstawie materiału źródłowego.
| Nr | Tytuł utworu     | Długość |
| -- | ---------------- | ------- |
| 1. | „Foe”            | 05:17   |
| 2. | „Chronic”        | 07:19   |
| 3. | „Coal”           | 06:50   |
| 4. | „The Cloak”      | 04:09   |
| 5. | „The Valley”     | 08:59   |
| 6. | „Salt”           | 04:30   |
| 7. | „Echo”           | 09:41   |
| 8. | „Contaminate Me” | 09:04   |
| 9. | „Bury”           | 04:45   |
|    |                  | 1:00:34 |

## Twórcy
Opracowano na podstawie materiału źródłowego.
| Zespół Leprouis w składzie - Einar Solberg - wokal prowadzący, instrumenty klawiszowe - Tor Oddmund Suhrke - gitara, wokal wspierający - Øystein Landsverk - gitara, wokal wspierający - Tobias Ørnes Andersen - perkusja, instrumenty perkusyjne - Rein T. Blomquist - gitara basowa Dodatkowi muzycy - Håkon Aase - skrzypce |  | Inni - Jens Bogren - miksowanie - Tony Lindgren - mastering - Ritxi Ostáriz - oprawa graficzna - Jeff Jordan - okładka - Fredrik Klingwall - produkcja muzyczna - Rune Børø - realizacja nagrań - Heidi "Ihriel" Tveitan - realizacja nagrań, produkcja muzyczna - Vegard "Ihsahn" Tveitan - relizacja nagrań, produkcja muzyczna, edycja cyfrowa, wokal wspierający |